# Polyschides fausta
Polyschides fausta är en blötdjursart som beskrevs av Kuroda, Habe och Oyama 1971. Polyschides fausta ingår i släktet Polyschides och familjen Gadilidae. Inga underarter finns listade i Catalogue of Life.